# Ophidiiformes
Los Ophidiiformes u ofidiformes son un orden de peces marinos teleósteos del superorden paracantopterigios. Este orden incluye algunas especies de aguas profundas, como la de más profundidad que se conoce, Abyssobrotula galatheae, encontrada a 8370 m de profundidad en la Fosa de Puerto Rico.
Las aletas pélvicas, cuando están presentes, se insertan al nivel del preopérculo o incluso por delante, presentando en ocasiones una espina en ellas; las aletas dorsal y anal son largas, usualmente unidas a la aleta caudal.

## Sistemática
Existen cinco familias encuadradas en dos subórdenes:
- Suborden Bythitoidei
  - Familia Aphyonidae
  - Familia Bythitidae - Brótulas vivíparas.
- Bythitoidei incertae sedis:
  - Familia Parabrotulidae - Falsas brótulas.

- Suborden Ophidioidei
  - Familia Carapidae - Perleros.
  - Familia Ophidiidae - Brótulas y Congriperlas.

Antiguamente eran clasificadas dentro de este orden las familias Ranicipitidae y Euclichthyidae, pero ahora son consideradas del orden Gadiformes.

## Imágenes

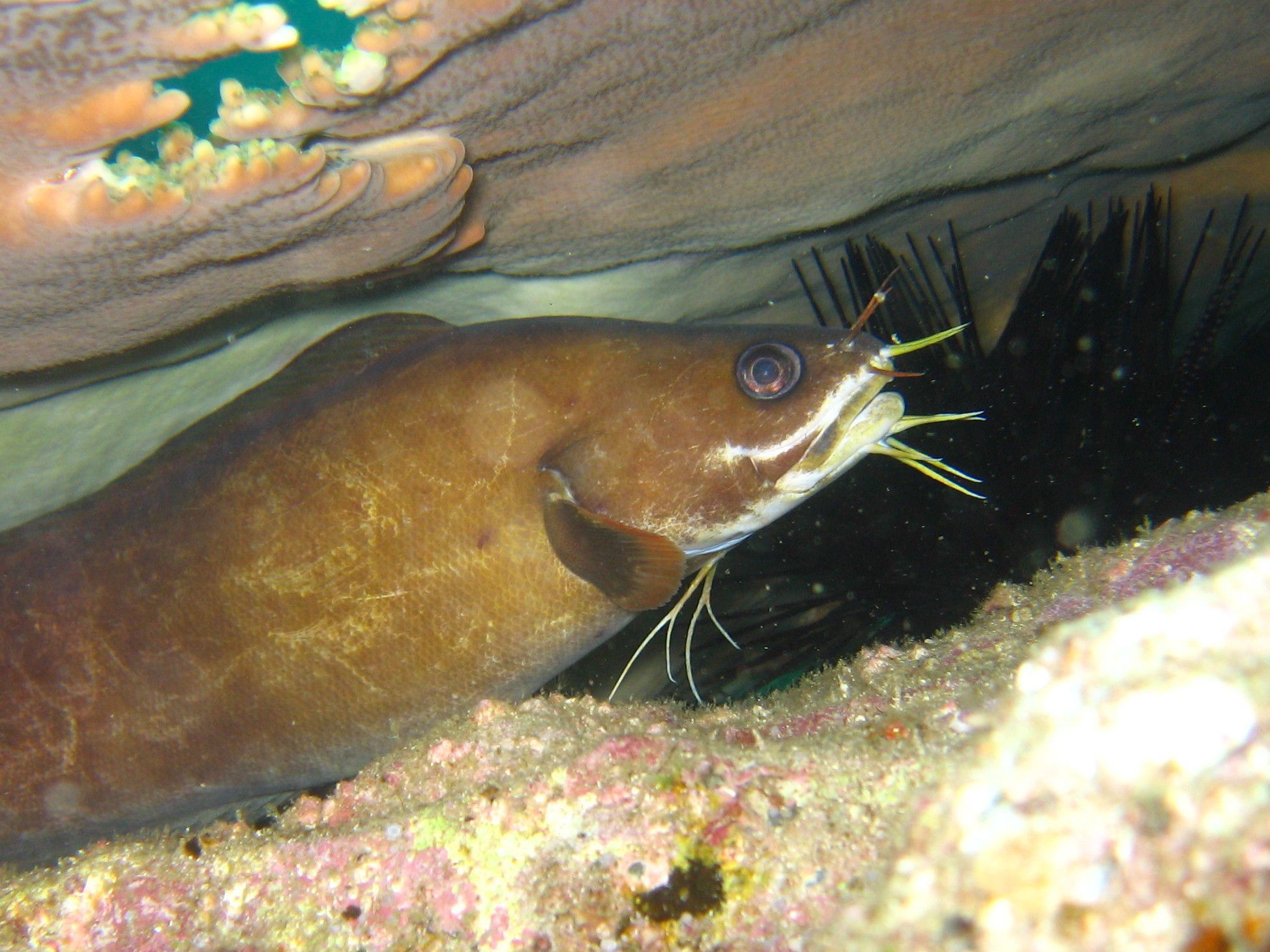
Brotula multibarbata
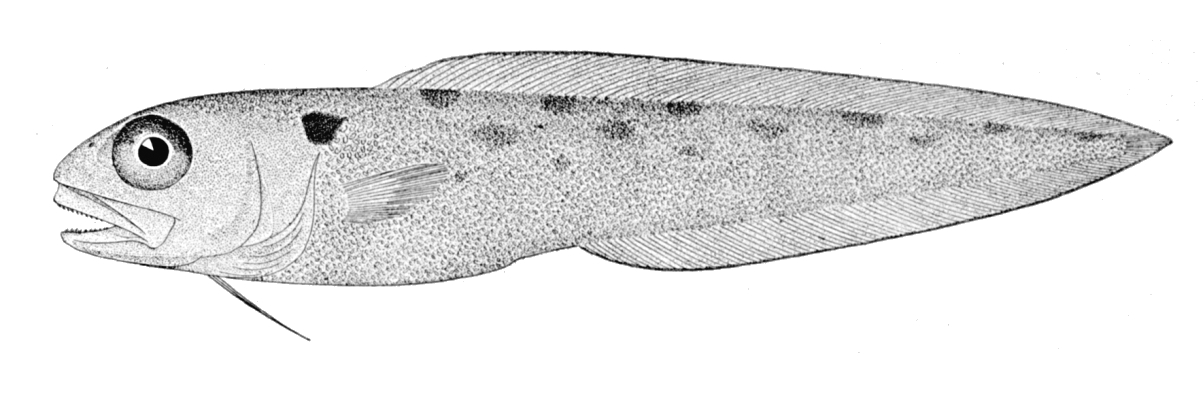
Otophidium omostigma
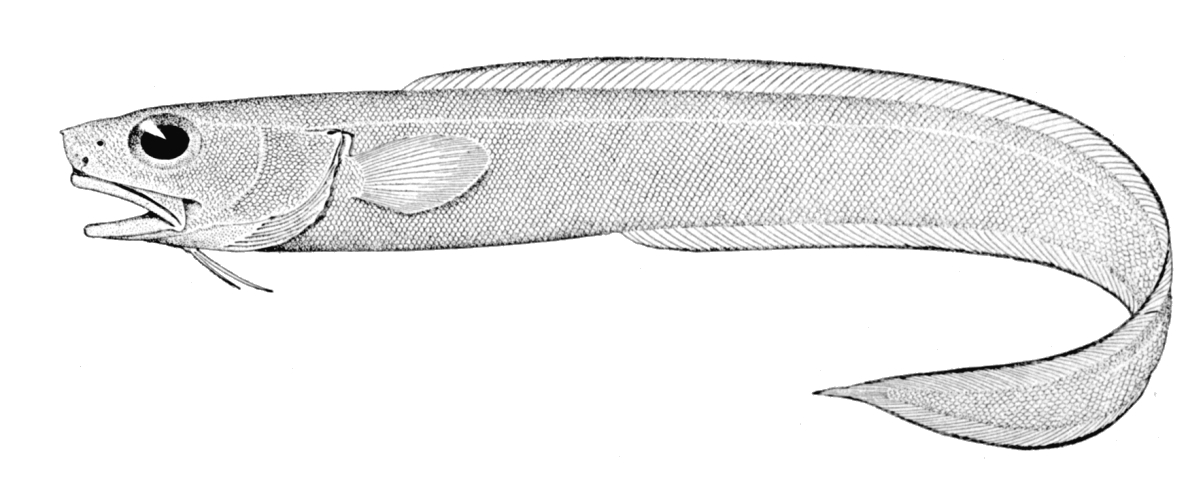
Lepophidium profundorum
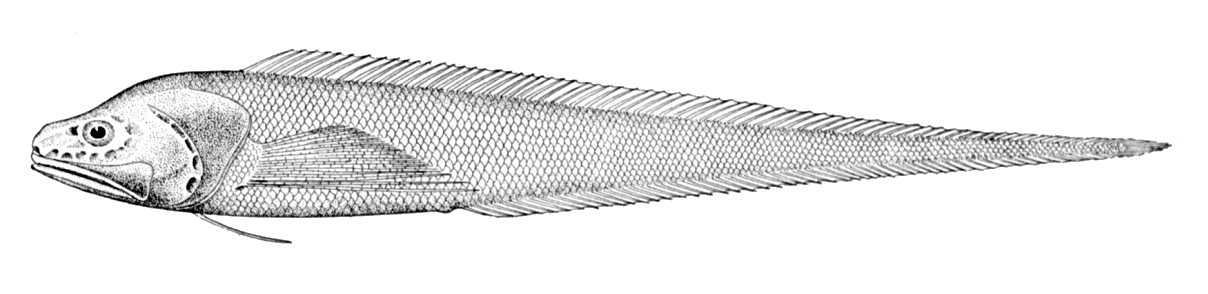
Bathyonus laticeps
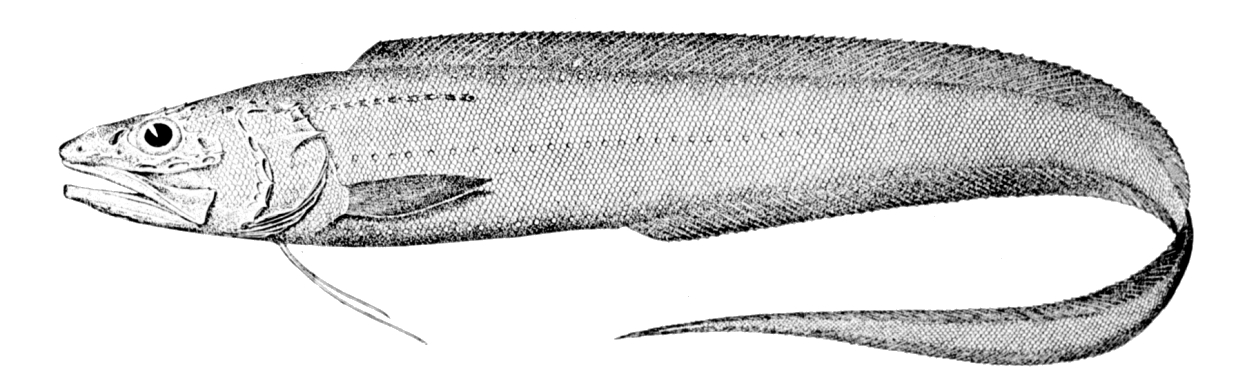
Porogadus miles
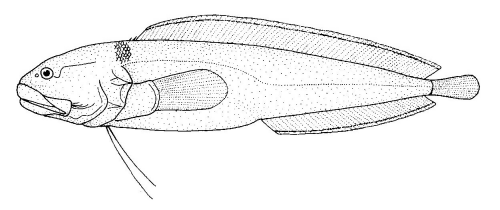
Bidenichthys consobrinus
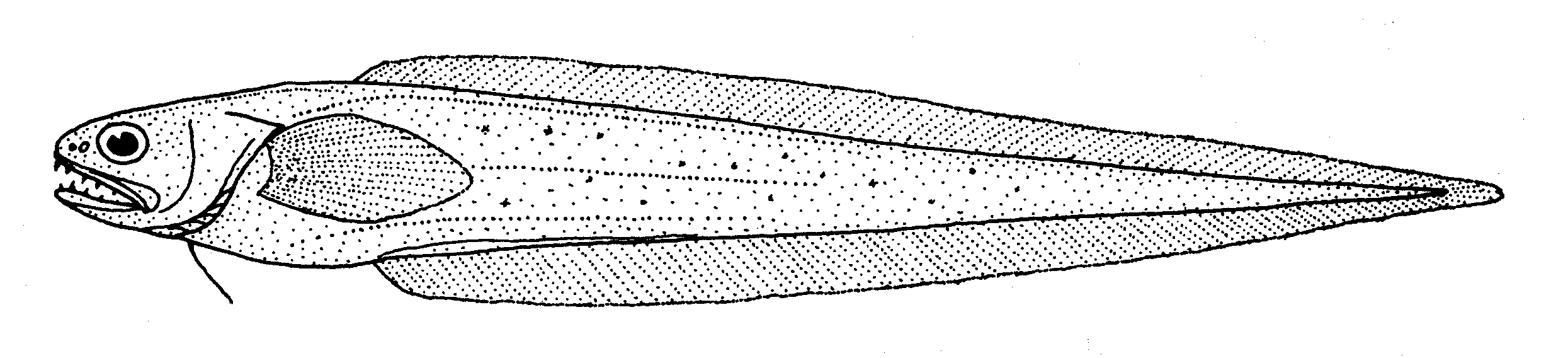
Pyramodon ventralis